# 飯島隆
飯島 隆（いいじま たかし、1977年 - ）は、日本の写真家。新潟県出身。東京ビジュアルアーツ写真学科卒業。

## 経歴
- 1997年 東京ビジュアルアーツ写真学科卒業
- 1997年 博報堂フォトクリエイティブ入社
- 1999年 博報堂フォトクリエイティブ退社
- 1999年 フリーランスフォトグラファーとして活動開始

## 主な受賞及び出演歴
- 2011年 日本BtoB広告賞ポスター部門にて銅賞を受賞
- 2012年 新潟ADC WEB部門入賞
- 2013年 日本BtoB広告賞、CSR環境報告書の部銅賞を受賞
- 2013年 新潟ADC WEB部門入賞
- 2014年 　Here is ZINE Tokyo part 9出展
- 2016年　10月10日　NHK　[→Tokyo2020」レスリー・キーがつなぐポートレートメッセージにて石巻での撮影及び中継担当
- 2018年　財団法人クリステル・ヴィ・アンサンブル主催「Panel for Life （命のパネル）」協力　https://www.panel-for-life.org/
- 2020年　写真展「５years FEMM」開催
- 2021年　TOKYO2020オリンピック、パラリンピック自転車ロードレース　メダルハンター(ゴール後のﾒﾀﾞﾘｽﾄを表彰セレモニーにアテンド)

## その他
自身のライフワークとしてイランの遊牧民の写真を撮り続けている。
レスリー・キーとは東京ビジュアルアーツで同級生であり、程よい距離感で仲が良い。いわゆる「腐れ縁」である。